# Rescate Nacional
Rescate Nacional fue un partido político de izquierda de Costa Rica.

## Historia
Partido de centro-izquierda y tendencia socialcristiana, fundado por educadores y dirigentes sindicales en 1996 para participar en las elecciones de 1998 llevando como candidata a Marina Volio Brenes, pero no logró diputados. Para el 2002 llevó como su candidato presidencial al exdiputado socialcristiano José Hine García. Pero el fenómeno PAC destrozó al partido y Hine obtuvo menos de 1000 votos. Aún el partido sobreviviría y su candidato para el 2006 fue Álvaro Montero Mejía, fundador del ya extinto Partido Socialista Costarricense y diputado por Pueblo Unido en el período 1982-1986. Por irregularidades en las asambleas nacionales de su partido, el Tribunal Supremo de Elecciones anuló las candidaturas a vicepresidentes y diputados de dicho partido. Para el proceso de 2010 Montero se alejaría del partido a igual que Fabio Delgado, su presidente en ese entonces, y el sindicalista Carlos Campos tomaría el poder. Intentaron junto con el partido Unión Patriótica formar una Coalición Gran Alianza Nacional, y el 5 de abril del 2009 en el Edificio Cooperativo ambos partidos realizaron su asamblea nacional, actividad que resultó desastrosa. Ninguno de los dos partidos lograría renovar su estructura y ambos se disolverían. No participó en las elecciones del 2010.
Rescate Nacional obtiene 2 regidores municipales en las elecciones presidenciales de 1998, obtiene un regidor en el cantón de Santa Cruz, provincia de Guanacaste, consigue 10 concejales y 1 síndico en el cantón de San Ramón, provincia de Alajuela en las elecciones municipales de 2002, no obtiene ningún cargo de elección popular tras los comicios presidenciales de 2006 y logra nombrar un concejal en el cantón central de la provincia de Limón tras las municipales de 2006.
Formó parte del Movimiento Patriótico contra el TLC entre Centroamérica, República Dominicana y Estados Unidos, hecho político que marcó la década de los 2000 en Costa Rica.

## Candidatos presidenciales
- 1998: Marina Volio Brenes
- 2002: José Hine García
- 2006: Álvaro Montero Mejía

## Resultados electorales
- Presidenciales 1998: 2681 votos
- Legislativas 1998: 9588 votos
- Presidenciales 2002: 905 votos
- Legislativas 2002: 4937 votos
- Presidenciales 2006: 2430 votos